# Die Strand- und Steppengebiete der iberischen Halbinsel
Die Strand- und Steppengebiete der iberischen Halbinsel (abreviado Strand-Steppengeb. Iber. Halbins.) es un libro con ilustraciones y descripciones botánicas que fue escrito por el botánico y geógrafo alemán Heinrich Moritz Willkomm. Fue publicado en Leipzig en el año 1852 con el nombre de Die Strand- und Steppengebiete der iberischen Halbinsel und deren Vegetation. Zur Habilitation in der philosophischen Facultät der Universität zu Leipzig.